# CITOH YD-8110
CITOH YD-8110 (YD-8110) је професионални рачунар фирме C.ITOH који је почео да се производи у Немачкој током 1982. године.
Користио је Intel 8086 микропроцесорску јединицу а RAM меморија рачунара је имала капацитет од 128 KB до 1 MB. 
Као оперативни систем кориштен је MP/M 86.

## Детаљни подаци
Детаљнији подаци о рачунару YD-8110 су дати у табели испод.
|                       |                                                                        |
| [ 1 ]                 |                                                                        |
| Произвођач            |                                                                        |
| Тип                   | професионални рачунар                                                  |
| Меморија              | 128 до 1 MB                                                            |
| Поријекло             | Њемачка                                                                |
| Година                | 1982                                                                   |
| Тастатура             | Пуни помак 96 тастера са нумеричком тастатуром и функцијским тастерима |
| Процесор              |                                                                        |
| Фреквенција процесора | непознато                                                              |
| RAM                   | 128 до 1 MB                                                            |
| ROM                   | непознато                                                              |
| Текст                 | 80 стубова x 25 линија                                                 |
| Графика               | непознато                                                              |
| Боја                  | једна боја                                                             |
| Звук                  | непознато                                                              |
| Димензије             | непознато                                                              |
| Портови               |                                                                        |
| Оперативни систем     |                                                                        |